# Мийо, Дариюс
Дарию́с Мийо́ (фр. Darius Milhaud; 4 сентября 1892, Экс-ан-Прованс — 22 июня 1974, Женева) — французский композитор, дирижёр, музыкальный критик и педагог, один из участников «Шестёрки». Мийо считается одним из самых плодовитых композиторов XX века — ему принадлежат 443 опусных сочинения. Творчество композитора отмечено влиянием музыкального фольклора, джаза и современных ему музыкальных течений.

## Биография
Мийо родился в Экс-ан-Провансе в семье любителей музыки. Его родители — Габриэль Мийо (из семьи контаденских евреев) и Софи Аллатини (из сефардской еврейской семьи). Согласно генеалогическим изысканиям самого Мийо, его семья прослеживается вплоть до XV в., его предки уже тогда жили в Провансе. Мать обладала сильным контральто (училась пению в Париже), а отец по его словам был «музыкантом в душе и был наделён очень верным музыкальным чутьём».
Музыкальное образование получил в Парижской консерватории, где обучался по классам скрипки, композиции (у А. Жедальжа и Ш. Видора) и дирижирования (у П. Дюка). Также Мийо частным образом занимался композицией с В. д’Энди. В консерваторские годы Мийо знакомится с будущими коллегами по «Шестёрке» — А. Онеггером и Ж. Тайфер. Онеггер позже вспоминал: «Он трудился рядом со мной, он спорил, рассуждал с такой находчивостью, дерзновенной смелостью, что просто потрясал всем своим поведением застенчивого юношу-провинциала, каким я был тогда». Любимыми композиторами Мийо в этот период были К. Дебюсси и М. П. Мусоргский. Мийо глубоко сожалел о чуждом, по его мнению, влиянии германского духа (Р. Вагнер) на французскую музыку в лице школы С. Франка (лозунг «Долой Вагнера» принадлежал именно Мийо). В австро-немецкой музыке он предпочитал венских классиков (В. А. Моцарт, Ф. Шуберт, некоторые симфонии Г. Малера).
Первый серьёзный композиторский опыт Мийо относится к 1913 году: он написал Струнный квартет и на его премьере сам исполнил партию первой скрипки. На войну Мийо не был призван из-за слабого здоровья, некоторое время он работал во «Франко-бельгийском обществе», оказывавшем посильную помощь беженцам.
В 1916 году он отправляется в Бразилию в качестве секретаря Поля Клоделя — известного поэта, служившего на должности французского посла в этой стране. Дружба с поэтом началась в 1911 году, когда они познакомились в Париже: «Этот день положил начало долгому творческому содружеству (что было самым прекрасным в моей жизни музыканта) и драгоценной дружбе, которой я горжусь». Совместно с Клоделем Мийо создал около 30 сочинений. Во Франции была опубликована его переписка с поэтом, содержащая 299 писем. После смерти поэта дружеские связи композитор продолжал поддерживать с вдовой, детьми и внуками Клоделя.

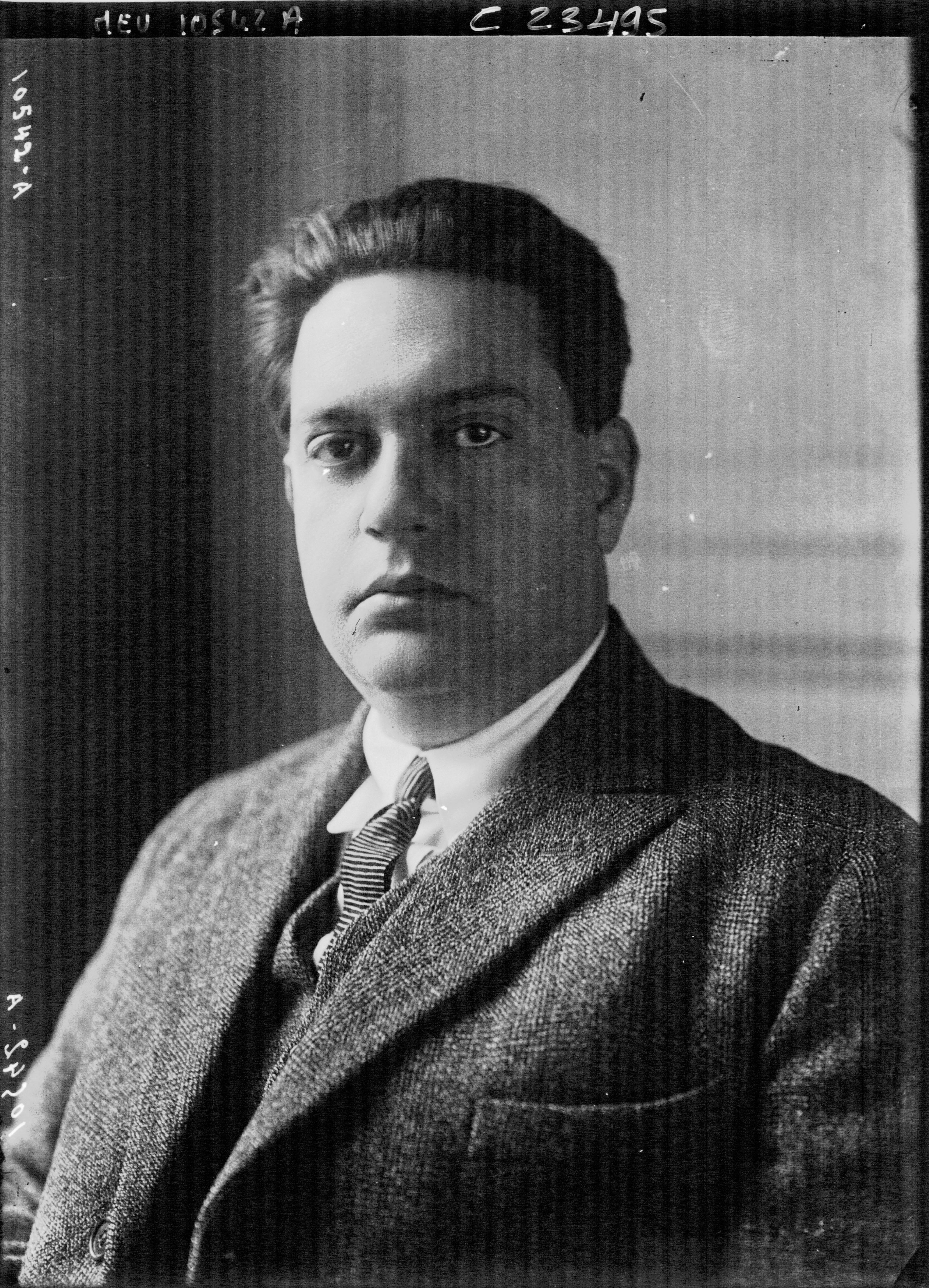
Дариюс Мийо (1923)

В начале 1919 году Мийо вернулся в Париж, где стал членом «Шестёрки» и начал активную композиторскую деятельность. Регулярно по субботам в течение двух лет все собирались в квартире Мийо на бульваре Клиши, где, как вспоминает композитор, бывали многие представители творческой интеллигенции жившие в Париже (П. Пикассо, Ф. Леже, Ж. Брак, М. Лорансен, Ж. Кокто, Б. Сандрар, М. Жакоб и др.). Музыке композитора этого периода (конец 1910-х — начало 1920-х годов) свойственны задор и эксцентричность, что можно отнести в первую очередь влиянию яркой личности и музыки Эрика Сати, неформального «вождя» «Шестёрки» и на протяжении более десяти лет — старшего друга Мийо. В своём творчестве Дариюс Мийо также отразил бразильские впечатления. В балете «Бык на крыше» (1919) он использовал около 30 бразильских мелодий, преимущественно шоро. Кокто написал к готовой музыке сценарий пантомимы балета. Мийо вспоминал о премьере:
— «Забыв, что я был уже автором „Хоэфор“, публика и критика окрестили меня музыкантом-фокусником и шутником… меня, который ненавидел комическое в музыке и стремился только, сочиняя „Быка на крыше“, создать весёлый, невзыскательный дивертисмент в память о бразильских ритмах, которые меня так покорили. И великий бог! совсем я не собирался насмехаться».
Вот что сам Дариюс Мийо спустя четверть века писал об этом:

Сати был нашим фетишем. Он был очень популярен в нашей среде. Чистота его искусства, ненависть к уступкам ради успеха, презрение к деньгам, непримиримость к критикам — были для нас чудесным примером… (Milhaud D. «Notes sans Musique». Paris. 1949. p.110)
В 1920 году Мийо оказался едва ли не единственным из музыкантов, кто активно поддержал очередное изобретение Э. Сати «Меблировочную музыку», спустя полвека приведшую к образованию целого направления в музыке, такого как минимализм. Более того, Мийо участвовал в организации одного из концертов (вернее, антрактов) меблировочной музыки 8 марта 1920 года в галерее Барбазанж и оставил интересные воспоминания об этом «эпатажном событии». Хотя сам Дариюс Мийо не стал сочинять меблировочную музыку, некоторые исследователи отмечают, что участие в проекте привело к ещё большему «полевению» Мийо и появлению у него индустриальных и конструктивистских идей. Как раз в это же время у него появился эксцентричный замысел — написать цикл песен для голоса с инструментальным ансамблем на текст каталога с выставки под названием «Сельскохозяйственные машины» в которой каждый номер носит название одной из машин («Сенокосилка», «Сноповязалка», «Плуг для запашки», «Жатка», «Почвоуглубитель», «Сеноворошилка»). В «Каталоге цветов» Мийо использовал текст каталога, но в поэтическом переложении Люсьена Доде.
В 1920-е годы Мийо часто ездил с концертами в разные страны, где исполнял свою музыку (как дирижёр и пианист). В 1922 году во время гастролей в США он впервые услышал джазовую музыку и был совершенно очарован ей. Джазовому искусству Мийо посвятил статью под названием «Развитие джаза и североамериканская, негритянская музыка». Стилевые черты джаза особенно заметны в балете «Сотворение мира» (1923), оконченном через год после американской поездки, а также в некоторых позднейших сочинениях. В конце 1924 года Мийо снялся в эпизодической роли в короткометражном (немом) фильме Рене Клера «Антракт».
В 1925 году Мийо женился на кузине — актрисе Мадлен Мийо (фр. Madeleine Milhaud), ставшей впоследствии либреттисткой его опер «Грешная мать», «Медея» и «Боливар». В качестве свидетеля был приглашен П. Клодель. Выступая позднее в различных оперных и кантатных произведениях Мийо в роли «Recitante» (чтицы), она популяризировала его творчество после его смерти, участвовала в фестивалях и мемориальных мероприятиях посвященных ему. В 1982 году опубликовала полный систематический каталог произведений мужа — более 200 страниц. Ей он посвятил фортепианную сюиту «Муза-хозяйка» (фр. La Muse menagère), «протоколирующую» один день их семейной жизни.
В 1926 году по приглашению Б. Б. Красина гастролировал вместе со своей женой Мадлен, а также с другом пианистом и композитором Жаном Вьенером в Москве и Ленинграде. Критик Евгений Браудо в своей рецензии на московские концерты композитора писал:
Свойства этой музыки таковы, что первоначально она производит впечатление неорганизованного хаоса звуков, о котором хочется высказаться резко отрицательно. Но, внимательно вслушиваясь в этот хаос, можно уловить в нём некие остро ритмизованные узоры и линии. Своеобразие Мило в необычайно свободном пользовании этими линиями. В средней части шестого струнного квартета, например, четыре инструмента играют сразу в четырёх тональностях!
Вернувшись из Советского Союза, Мийо получил новое приглашение на гастроли в США и Канаде, попутно изучая негритянский фольклор.

В 1930 году у супругов Мийо родился сын Даниэль, ставший впоследствии художником.

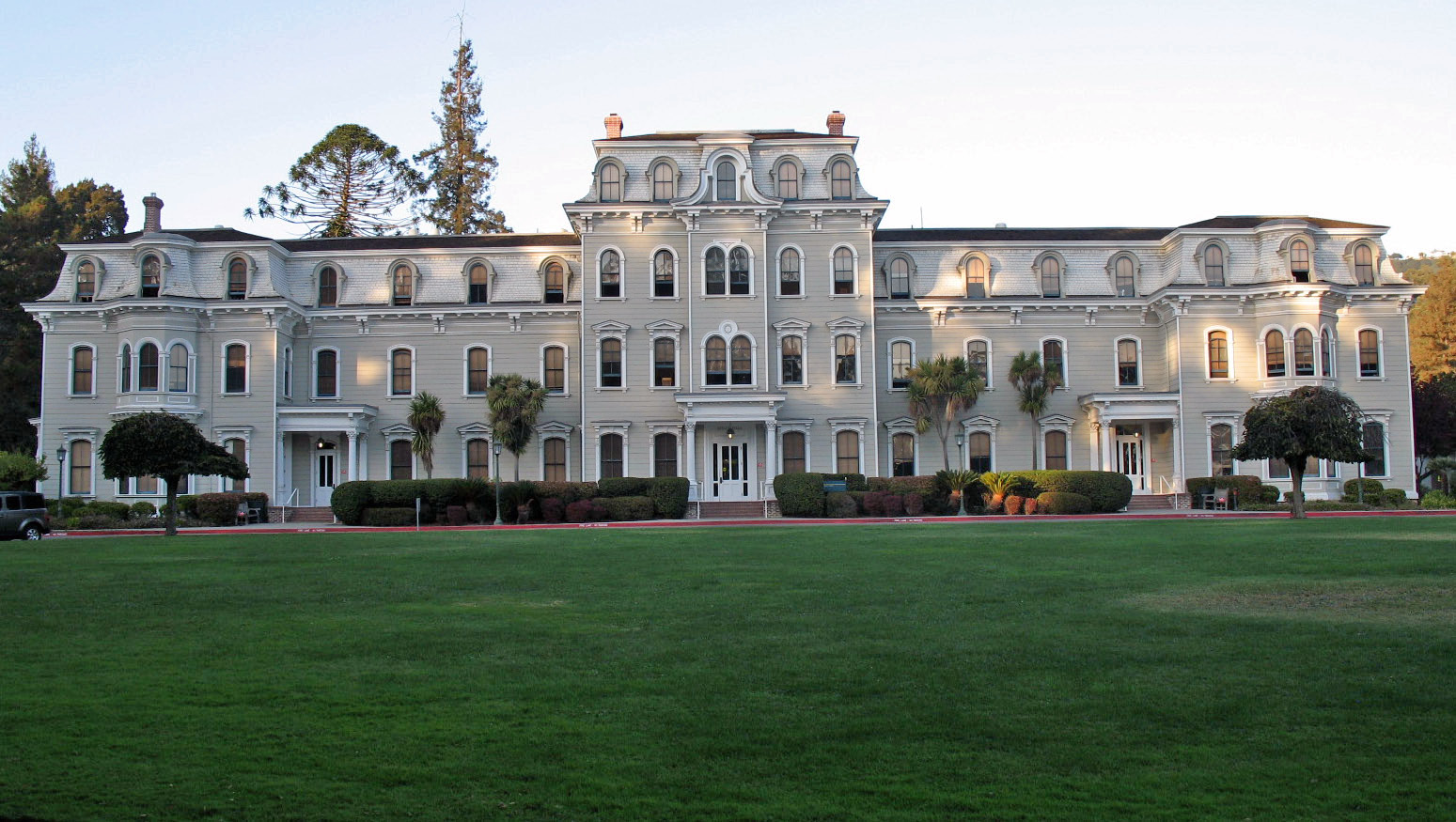
Миллс-колледж, где преподавал Д. Мийо

В 1940 году в связи с усилившимися нацистскими настроениями во Франции Мийо с женой и сыном переехал в Лиссабон, а оттуда эмигрировал в США, где по рекомендации дирижёра Пьера Монтё получил преподавательскую должность в колледже Миллс в Окленде (Калифорния). Среди его учеников был Дэйв Брубек. Преподавание совмещал с концертной деятельностью, выезжая на гастроли во время каникул в колледже. Его приглашали в качестве дирижера оркестры Чикаго, Бостона, Вашингтона, Нью-Йорка.
Во время Второй мировой войны почти все родственники Мийо погибли в концентрационных лагерях. Памяти погибшего в фашистском концлагере своего племянника Мийо посвятил кантату «Огненный замок».
После окончания Второй мировой войны Мийо периодически возвращался во Францию, давал мастер-классы в Парижской консерватории и продолжал преподавать в колледже Миллс до 1971 года. Из-за ревматизма вынужден был передвигаться в инвалидной коляске. Среди многочисленных учеников Мийо наиболее известны — Б. Бакарак, Д. Брубек, Ж. Делерю, Ф. Гласс, Б. Жолас, Я. Ксенакис, Д. Куртаг, Ж. Ами, С. Райх, К. Штокхаузен, Ж. К. Элуа.
Последние годы тяжело больной композитор, прикованный к инвалидной коляске, провёл в Женеве, где продолжал сочинять и завершил свою автобиографическую книгу, получившую окончательное название «Моя счастливая жизнь».
Умер Дариюс Мийо 22 июня 1974 года в Женеве. Похоронен в семейном склепе в родном Эксе на кладбище Святого Петра (фр. cimetière Saint-Pierre).

## Музыка
Мийо работал в разнообразных музыкальных жанрах — его перу принадлежат 16 опер, 14 балетов, 13 симфоний, кантаты, камерные сочинения, музыка к кинофильмам и театральным постановкам. Композитор работал необычайно быстро — список его работ насчитывает 443 произведения. Морис Равель не раз иронизировал над поразительной творческой плодовитостью Мийо. В частности, рассказывая Мишелю Кальвокоресси о том, что на сочинение Сонаты для скрипки и виолончели у него ушло полтора года, Равель замечает: «Мариюс  — он же Дариюс — Мийо за это время написал бы 4 симфонии, 5 квартетов и множество лирических поэм на слова Поля Клоделя».
В молодые годы Мийо среди композиторов «Шестёрки» слыл самым дерзким новатором-урбанистом (например, в вокальном цикле «Сельскохозяйственные машины», 1919), однако, со временем занял более умеренную творческую позицию. Радикальные авангардные техники посттональной эпохи (додекафония, сериализм, сонорика и др.), широко популярные в XX веке, не оставили какого-либо следа в музыке Мийо, до последних опусов державшегося пределов расширенной тональности с модализмами. В позднем творчестве использовал элементы алеаторики, которую он обозначал как «ограниченную», или «контролируемую». Авторские слова aléatorique и aléatoire следует понимать в том смысле, что композитор допускает в сольных разделах ансамблевых сочинений бо́льшую ритмическую свободу, чем это принято в обычной музыкальной ткани. В отличие от подлинно алеаторических сочинений, в «алеаторике» Мийо звуковысотность и ритм чётко нотированы. Среди сочинений с применением «контролируемой алеаторики» — вторая часть Струнного септета (1964), «Музыка для Граца» (1968), «Музыка для ансамбля Ars nova» (Musique pour Ars Nova pour 13 instruments avec groupe aléatoire, 1969).
Из-за стилистического и жанрового многообразия творчества композитора, что роднит Мийо с его музыкальным  кумиром И. Стравинским, критики зачастую обвиняли его, что он противоречив, излишне разностилен и непостоянен — «изменчив, как Протей». К. Сен-Санс в получившем известность письме из Алжира опубликованном в газете «Менестрели» с возмущением отозвался о музыке Мийо, назвав её «извращением», «кошачьим концертом».
В своих произведениях Мийо нередко использовал элементы народной музыки — провансальской («Провансальская сюита»), фольклорные мотивы других французских регионов («Французская сюита»), бразильской («Бык на крыше», «Бразильские танцы»), креольской («Бал на Мартинике», «Карнавал в Новом Орлеане», «Освобождение Антильских островов»), североамериканской («Кентуккиана») и другой, а также элементы джаза (например, блюзовые ноты). По словам композитора: «В моем балете "Сотворение мира" («La Creation du Monde») я применил несколько расширенный состав джазового оркестра, претворив средства джаза в своего рода концертную симфонию» (Этюды. Французская музыка после Первой мировой войны).
Критик Б. Шлёцер, в своей статье посвященной Мийо, отмечая, что его стиль «явление ярко индивидуальное и новое», определяет его место в современной музыке и масштабы дарования композитора следующим образом: «По-моему, после Стравинского Мийо — самая богатая, самая значительная музыкальная личность нашей эпохи. Это музыкант великой расы творцов». По мнению Шлёцера «Мийо — экспрессионист, и в этом плане, нам кажется, он ближе Шёнбергу».
Сам Шёнберг несмотря на различное музыкальное мировоззрение с французским композитором, «защищая» его от обвинений в «незначительности», в переписке с А. фон Цемлинским писал: «Мийо, как мне кажется, самый значительный композитор того направления, которое представлено во всех латинских странах и связано с политональностью. Нравится мне это или нет — другой вопрос. Но я его считаю очень талантливым». Мийо посвятил ему свой Пятый струнный квартет.
Австрийский композитор Э. Кшенек в своей статье 1930 года дал высокую оценку творчества Мийо, анализируя его на примерах нескольких оперных произведений, как самой значительной части музыкального наследия композитора. По его мнению Мийо — провансалец, и его искусство есть порождение общей средиземноморской культуры. Отсюда его преклонение перед «гением Бизе», который, как выразился сам композитор, «принёс к нам дыхание Средиземноморья». По-видимому отсюда и интерес его к поэзии и музыке трубадуров (Бертран де Борн), к музыке французских  композиторов XVII— XVIII вв, в частности, его земляка, провансальца А. Кампра, М. Корретта, Жана-Батиста Анэ (фр. Jean-Baptist Anet), мелодии которых он использовал в своих сочинениях («Провансальская сюита», «Сюита по Корретту», свободная транскрипция Десятой сонаты для скрипки и клавесина D-dur Ж.-Б. Анэ и сюита для клавесина и камерного оркестра «Апофеоз Мольера»). Мийо осуществил обработку средневекового «Действа о Робене и Марион» для голоса, флейты, кларнета, саксофона, скрипки и виолончели, op. 288 (1948). Популярная «Провансальская сюита», которая представляет собой яркий для Мийо пример взаимосвязи с народным и профессиональным искусством Франции различных эпох, музыкальных элементов нового и старого стиля — была написана на фольклорные темы, частично почерпнутые из сборника А. Кампра, который широко использовал в своём творчестве провансальский фольклор. Сюита представляет собой характерный пример совмещения неоклассической и фольклорной тенденций в музыке XX века.
Мийо сформулировал своё творческое кредо следующими словами: «Характерные черты французской музыки следует искать в определенной ясности, лёгкости, непринужденности стиля, в строгости пропорций сочинений, в желании выражаться определенно, просто, лаконично». Немецкий критик Г. Штуккеншимидт отмечал: «Никто, кроме него, не имеет больше прав на титул французского музыканта… потому что никто не несёт в себе так отчетливо печать обитателя Средиземноморья, как Мийо». Б. Асафьев напрямую выводил музыкальные практики Мийо из предшествующих французских музыкальных традиций Ф. Куперена, Рамо, Бизе.

Называя себя в своей автобиографической книге «Моя счастливая жизнь» — «французом из Прованса иудейской веры», Мийо (в сочинениях, написанных главным образом после Второй мировой войны) отдал дань еврейским традиционным и современным сюжетам и образам — практически во всех современных ему жанрах. Среди его опусов на «еврейскую» тему — опера «Давид» (написана по заказу С. Кусевицкого к 3000-летнему юбилею Иерусалима; премьера в форме оратории — 1954), балет («хореографическая сюита») «Сны Иакова» (1949), струнный квартет «Царица Савская» (1939), фортепианная сюита «Семисвечник» (1951), оркестровая пьеса «Ода Иерусалиму» (1973), сочинения для хора с оркестром «Барух ха-Шем» (1944) и «Каддиш» (1945), кантаты «Бар-мицва» (1961) и «Ани маамин» (1974, последнее сочинение Мийо).

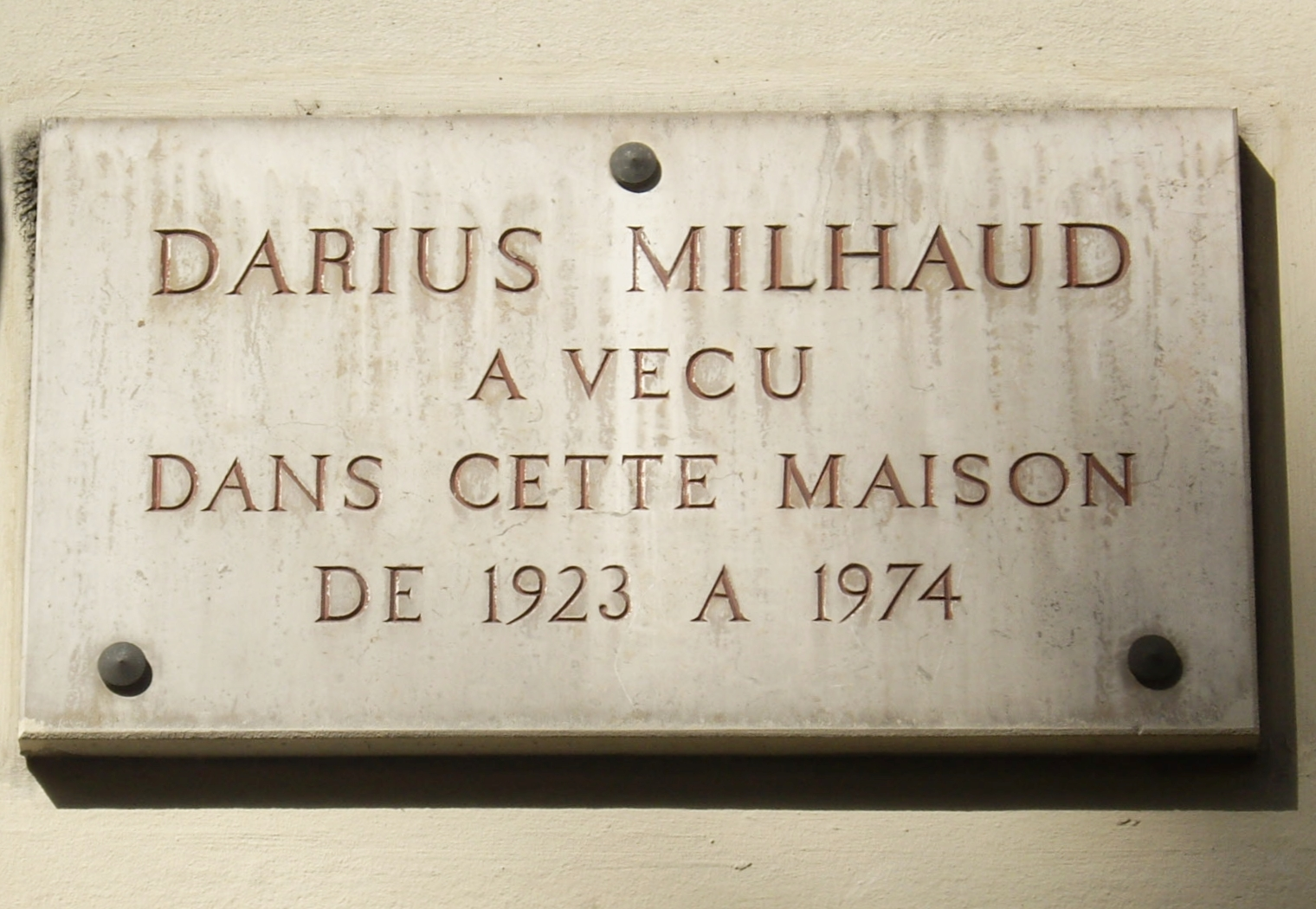
Мемориальная доска на бульваре Клиши (Париж), где проживал композитор с 1923 по 1974 гг.

По мнению музыковеда Л. О. Акопяна: «Несомненно, Мийо обладал уверенной техникой и достаточно точным ощущением музыкального времени, однако эти качества в значительной степени обесцениваются отсутствием у него яркой и глубокой индивидуальности и интересного собственного стиля».

## Память
- В его честь названа муниципальная консерватория в Париже.

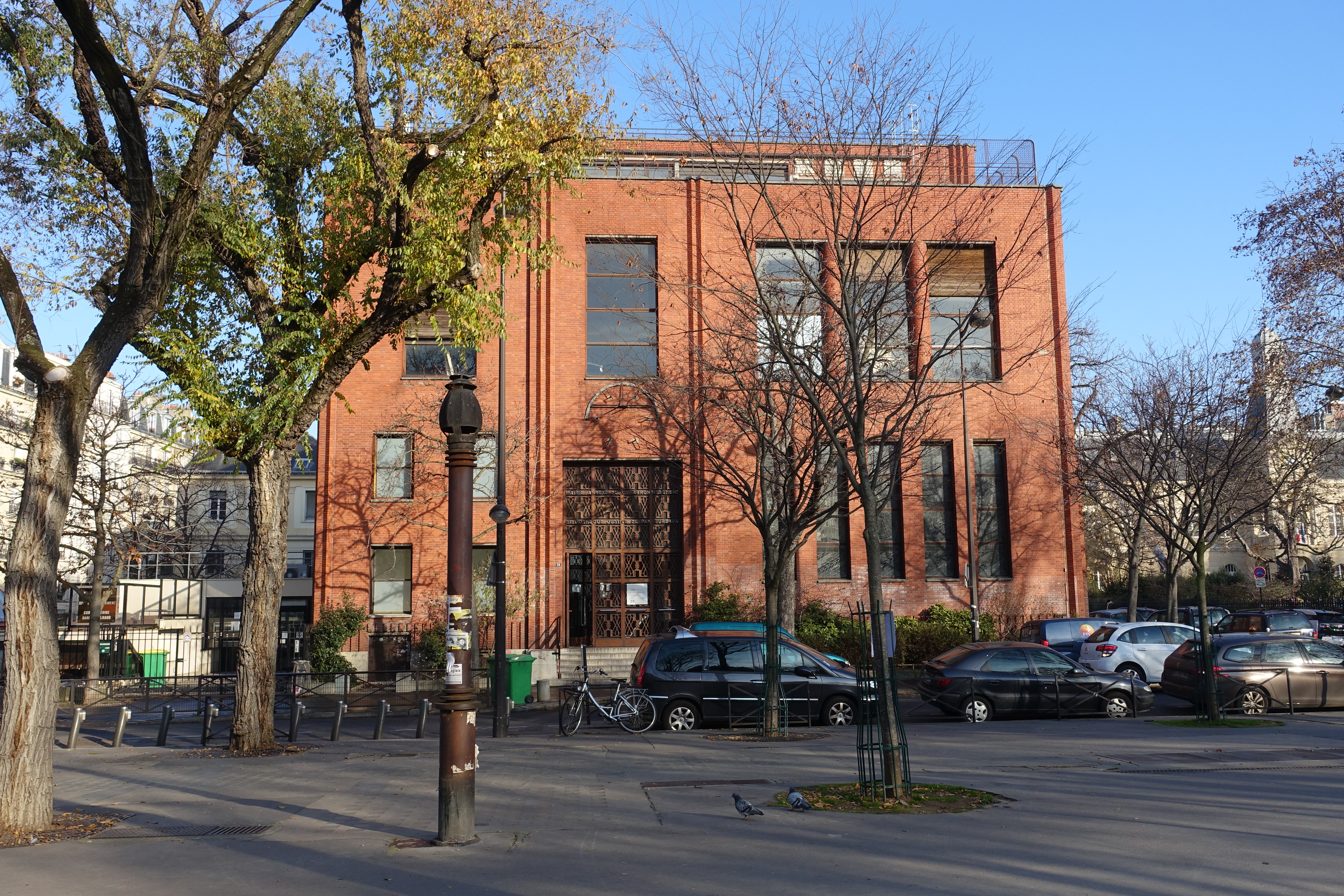
Консерватория имени Дариюса Мийо в XIV округе Парижа

- Его фамилию носит лицей в Ле-Кремлен-Бисетр.
- В 1972 году в его честь назвали музыкальную консерваторию в Экс-ан-Провансе.

## Сочинения (выборка)
Оперы
- Заблудшая овца (1910—1914)
- Агамемнон (на текст Клоделя, по Эсхилу), op.14 (1913)
- Эсфирь из Карпантра (1910—1914, премьера 1925)
- Хоэфоры (на текст Клоделя, по Эсхилу), op.24 (1916)
- Протей (Клодель), op.17 (1919)
- Эвмениды (3-я ч. трилогии «Орестея» Эсхила, в переводе Клоделя; 1922, премьера 1949)
- Несчастья Орфея (1924, премьера 1926)
- Бедный матрос (на либретто Жана Кокто) (1926)
- Три мини-оперы (1927): Пробуждение Европы, Покинутая Ариадна, Освобождение Тесея (в российской музыковедческой литературе называются также «операми-минутками»)
- Христофор Колумб (либретто Поля Клоделя; 1928, вторая редакция — 1955)
- Максимилиан (1930)
- Опера нищих (1939)
- Медея (1938)
- Боливар (1943)
- Давид (пост. 1954], по заказу Министерства образования и культуры Израиля)
- Фиеста (сюжет Бориса Виана; 1958)
- Виновная мать (по одноимённой пьесе Бомарше; 1964)
- Людовик Святой, король Франции (либретто Поля Клоделя; 1970)

Балеты
- «Человек и его желание» (1918)
- «Бык на крыше» (1919)
- «Сотворение мира» (1923)
- «Салат» (1924)
- «Голубой экспресс» (1924)
- «Весенние игры» (1944)
- «Роза ветров» (1957)
- «Ветвь птиц» (1959)

Оркестровые сочинения
- Шесть симфоний для камерного оркестра
- Двенадцать симфоний для большого оркестра
- Симфоническая сюита «Протей» (1919)
- Серенада в трёх частях (1920/1921)
- «Похвала Бразилии» (1920/21)
- «Провансальская сюита» (1937)
- Тоска по Бразилии (Saudades do Brasil), op. 67 (танцевальная сюита; оркестровка фп. сюиты; 1921)

Концертные сочинения
- Фортепиано с оркестром
  - 5 концертов (1933—1955)
  - Пять этюдов (1920)
  - Фантазия «Карнавал в Эксе» (1926)
- Другие инструменты
  - Три концерта для скрипки с оркестром
  - Два концерта для альта с оркестром
  - Два концерта для виолончели
  - Концерт для кларнета с оркестром
  - Концерт для ударных и малого оркестра
  - «Весна» для скрипки и малого оркестра
  - «Зимнее концертино» для тромбона с оркестром (1953)
  - Сюита «Скарамуш» для двух фортепиано (1937; редакция для кларнета с оркестром 1939): I. Vif; II. Modere; III. Brazileira

Сочинения для духового оркестра
- «Французская сюита» (1944): 1. Нормандия; 2. Бретань; 3. Иль-де-Франс; 4. Эльзас-Лотарингия; 5. Прованс;
- Сюита «West Point» (1954);
- Два марша (1946);
- Вступление и траурный марш
- «Путь короля Рене» (для духового квинтета)

Сочинения для фортепиано
- Тоска по Бразилии (Saudades do Brasil), op. 67 (танцевальная сюита; 1920)
- Две сонаты
- Сонатина
- Семисвечник (сюита, 1951)
- Многочисленные переложения оркестровых сочинений

Камерные сочинения
- 18 струнных квартетов
- «Посвящение Игорю Стравинскому»
- Соната для альта и фортепиано
- Соната для двух скрипок и фортепиано
- Концертный дуэт для кларнета и фортепиано (1956)
- Сюита для скрипки, кларнета и фортепиано
- Соната для флейты и фортепиано op.76

Вокальные сочинения
- Сельскохозяйственные машины (Machines agricoles), для голоса и семи инструментов (1919)
- Каталог цветов (Catalogue de fleurs), для голоса и семи инструментов (1920)

Хоровые сочинения
- Барух ха-Шем (для хора с оркестром, 1944; текст на иврите)
- Каддиш (для хора с оркестром, 1945; текст на иврите)
- Кантата «Огненный замок» (1954)
- 121-й псалом для мужского хора a capella
- Кантата «Бар-мицва» (1961 – к 13-летию провозглашения государства Израиль)